# Гулуская и Северо-Угандийская епархия
Гулуская и Северо-Угандийская епархия — епархия Александрийской православной церкви на востоке Уганды.
Учреждена решением Священного синода Александрийского патриархата 26 ноября 2018 года на части территории, выделенной из состава Кампальской митрополии из названием: Гулуская и Восточно-Угандийская.
Правящий архиерей — епископ Сильвестр (Киситу) (16 декабря 2018 — 12 января 2022)
12 января 2022 года из состава епархии создана новая епархия: Джинджийская и Восточно-Угандийская, а Гулуская епархия получила название Гулуской и Северо-Угандийской.